# Falcon 9 Air
Falcon 9 Air byl návrh vícestupňové orbitální rakety vypouštěné ze vzduchu. Tuto myšlenku v letech 2011 a 2012 rozvíjela SpaceX společně se Stratolaunch Systems. Upravená raketa Falcon 9 od SpaceX měla startovat z letadla s největším rozpětím křídel na světě, které by vyrobila Stratolaunch. Nosnost na nízkou oběžnou dráhu Země byla odhadována na 6100 kg.
První stupeň Falconu 9 Air měl být poháněný čtyřmi motory Merlin 1D, které byly použity také na Falconu 9 v1.1 začátkem roku 2013. První let byl plánován na rok 2016.
Vývoj byl zastaven ve čtvrtém čtvrtletí roku 2012, kdy se SpaceX a Stratolaunch „přátelsky dohodli na ukončení (jejich) smluvního vztahu, protože nosný systém (Stratolaunch) se výrazně odchýlil od Falconu a nezapadá do dlouhodobého strategického obchodního modelu SpaceX.“

## Historie
V prosinci 2011 Stratolaunch Systems oznámila, že společně se SpaceX vyvine raketu nazvanou Falcon 9 Air vypouštěnou ze vzduchu a že se bude jednat o raketu odvozenou z Falconu 9. Původně koncipovaný Falcon 9 Air měl nosnost na nízkou oběžnou dráhu až 6100 kg. Po ověření spolehlivosti systému se mělo zhodnotit, jestli by vznikla verze s možností letů s posádkou. Systém měl vzlétat z letiště s dráhou dlouhou minimálně 3700 metrů a vypouštěcí letadlo mělo mít dolet až 2200 kilometrů od letiště a 9100 metrů do výšky.
Měsíc po úvodním oznámení Stratolaunch potvrdila, že první stupeň rakety F9A bude mít jen čtyři motory a ne pět, jak bylo uvedeno v prezentačním videu v prosinci a že budou použity motory Merlin 1D.
Jak původně Stratolaunch oznámila, byl to společný projekt, který zahrnoval subdodavatele SpaceX, Scaled Composites, a Dynetics, s finančními prostředky poskytnutými společností Vulcan spoluzakladatele Microsoftu Paula G. Allena. Stratolaunch se rozhodla vybudovat mobilní odpalovací systém ze tří základních složek: vypouštěcího letadla (koncept byl navržen společností Burt Rutan, ale letadlo mělo být navrženo a postaveno společností Scaled Composites); vícestupňové rakety, která měla být vyvinuta a postavena SpaceX; a integrace systému — umožňující nosnému letadlu bezpečný přenos a vypouštění rakety — měl být postaven společností Dynetics. Celý systém měl být největším letadlem, které kdy bylo postaveno. První zkušební let nosného letadla se původně očekával v roce 2015 ze zařízení Scaled Composites v Mohavské poušti v Kalifornii, zatímco první zkušební start rakety nebyl předpokládán dříve než v roce 2016.
Z programu rozvoje Stratolaunch bylo jasné, že Stratolaunch a systémový integrátor Dynetics chtěli změny základního designu SpaceX. Tyto změny nebyly v souladu s plánem vývoje SpaceX. Jednalo se o požadavek přidat raketě hřbety.
Dne 27. listopadu 2012 Stratolaunch oznámila, že uzavřela partnerství s Orbital Sciences Corporation (pro počáteční lety) místo SpaceX. Vývoj Falconu 9 Air tak byl v podstatě zastaven.
V květnu 2013 byl Falcon 9 Air nakonec v plánu rozvoje nahrazen raketou Pegasus II od Orbital Sciences.